# 巴尔特·史蒂文斯
巴尔特·史蒂文斯（Bart Stevens，1998年1月29日—），荷兰男子网球运动员，目前主攻双打。截至2024年赛季，史蒂文斯在ATP挑战赛有9个，在ITF男子世界网球巡回赛有10个双打冠军。
史蒂文斯首次参加ATP巡回赛是在ATP500巡回赛赛事2022年鹿特丹网球公开赛上与蒂姆·范赖特霍芬搭档参加双打比赛。在2023年斯德哥尔摩网球公开赛上他搭档同胞塔倫·格里科斯普首次打入巡回赛四强，在第二年他们再次打入该项赛事四强。
史蒂文斯首次参加大满贯赛事是2023年法国网球公开赛男子双打比赛，他与格里科斯普搭档在首轮被赛会2号种子马塞尔·格拉诺勒斯和奥拉西奥·塞瓦略斯淘汰，在随后举行的2023年温布尔登网球锦标赛男子双打比赛上首次打入了大满贯双打八强，他们在首轮击败了赛会3号种子拉杰夫·拉姆和乔·索尔兹伯里。